# Fyllingen Fotball
Fyllingen Fotball war ein Fußballverein in Fyllingsdalen, einem Stadtteil von Bergen, Norwegen. Er machte sich am 1. Januar 1994 selbständig. Bis ins Jahr 1993 hieß der Gesamtverein Fyllingen Idrettslag.
Der Klub spielte in der norwegischen 1. Liga 1991 und 1993. Dort stieg man aber als Vorletzter bzw. Letzter wieder ab. Im Jahre 1990 erreichte der Klub das Pokalfinale, unterlag aber Rosenborg Trondheim mit 1:5. Da diese auch den Meistertitel holten, durfte Fyllingen IL im Europapokal der Pokalsieger teilnehmen.
2007 scheiterten erste Verhandlungen über eine Fusion mit Løv-Ham. Vier Jahre später, am 28. September 2011, stimmten die Mitglieder beider Vereine einer Zusammenführung zu. Der neue Verein heißt FK Fyllingsdalen.

## Europapokalbilanz
| Saison  | Wettbewerb                  | Runde                  | Gegner          | Gesamt | Hin     | Rück    |
| ------- | --------------------------- | ---------------------- | --------------- | ------ | ------- | ------- |
| 1991/92 | Europapokal der Pokalsieger | 1. Qualifikationsrunde | Atlético Madrid | 2:8    | 0:1 (H) | 2:7 (A) |

Gesamtbilanz: 2 Spiele, 2 Niederlagen, 2:8 Tore (Tordifferenz −6)